# Spadek liczby owadów zapylających
Spadek liczby owadów zapylających (ang. pollinator decline) – zmniejszanie się liczebności owadów zapylających w wielu ekosystemach na całym świecie począwszy od końca XX wieku.
Owady zapylające biorą udział w zapylaniu wielu roślin. Przenosząc pyłek, umożliwiają zapłodnienie i powstanie nasion. Spadek liczby owadów zapylających, a nawet możliwość ich całkowitego zniknięcia wzbudziły poważne zaniepokojenie, ponieważ rośliny są kluczowym źródłem żywności dla ludzi i zwierząt, mają wiele innych zastosowań oraz pełnią, jako producenci, fundamentalną rolę w funkcjonowaniu ziemskiej biosfery. Ochrona owadów zapylających stała się ważną częścią działania na rzecz ochrony różnorodności biologicznej i utrzymania wydajności produkcji żywności. Zarządzanie siedliskami naturalnymi owadów zapylających zmierza do poprawy zapylania roślin na terenach rolnych.

## Obserwacja
W drugiej połowie XX i od początku XXI wieku odnotowuje się spadek liczebności gatunków owadów zapylających, a ich masowe ginięcie jest jednym z ważniejszych problemów ekologicznych. Liczebność populacji dzikich pszczół w Stanach Zjednoczonych spadła o 90% od 1960 roku, z wyjątkiem południowo-zachodniej części kraju, w której dzikie pszczoły zostały zastąpione tzw. pszczołą afrykańską. Jednocześnie notuje się spadek liczby pszczół hodowlanych o około dwie trzecie.
W Ameryce Północnej zimą i wiosną 2006–2007 zarejestrowano spadek liczby pasiek zarządzanych przez człowieka o około jedną trzecią. Zjawisko to zostało nazwane masowym ginięciem pszczół i dotknęło 35 stanów USA, w których odnotowano straty kolonii pszczelich sięgające od 80 do 100 procent wśród niektórych pszczelarzy.
Badanie spadku liczebności owadów zapylających jest interesującą kwestią dla niektórych naukowców ze względu na to, że pszczoły są uznawane za czuły wskaźnik stanu czystości środowiska. Wszelkie zmiany w ich liczebności i różnorodności gatunkowej wpływają na zróżnicowanie i zasoby gatunków roślin.

## Wpływ
Wpływ zjawiska zapylania na przyrodę oraz życie człowieka jest trudny do oszacowania.
Powszechnie ocenia się, że około jednej trzeciej pokarmu spożywanego przez ludzi, jest możliwe do uzyskania, dzięki zapylaniu dokonywanemu przez pszczoły. Te produkty to większość owoców, wiele warzyw oraz roślin strączkowych, w tym roślin pastewnych takich jak lucerna i koniczyna.
W 2000 roku dr. Roger Morse i Nicholas Calderone z Uniwersytetu w Cornell, opublikowali wyniki badania, w którym określili, jakie znaczenie ekonomiczne ma jeden owad zapylający, europejska pszczoła miodna, dla plantacji upraw żywności w Stanach Zjednoczonych. Wartość usług zapylania wyceniono na 14,6 miliardów dolarów.
Nie było wystarczających badań ilościowych, dzięki którym można by określić jednoznacznie wpływ, jaki ma ginięcie owadów zapylających na przyrodę. Niektóre rośliny znalazły się liście zagrożonych gatunków właśnie ze względu na utratę swoich naturalnych zapylaczy. Pszczoły miodne odgrywają wielką rolę w rolnictwie.

### Podnoszenie świadomości ekologicznej
Charakterystyczna w USA forma pszczelarstwa migrującego może zaciemniać kwestię spadku ilości owadów zapylających, jednak gdyby nagle pszczelarze przestali migrować, mogłoby to mieć katastrofalne skutki na globalną produkcję żywności. Istnieją międzynarodowe inicjatywy, na przykład Międzynarodowa Inicjatywa na rzecz Ochrony i Zrównoważonego Użytkowania Organizmów Zapylających, które podkreślają potrzebę debaty publicznej i uświadamianiu społeczeństwa na kwestię kluczowej roli owadów zapylających, takich jak pszczoły, i potrzeby ich ochrony.

## Możliwe przyczyny

### Nadużywanie pestycydów
Kilka prowadzonych badań wskazuje jako jedną z przyczyn masowego ginięcia pszczół stosowanie pestycydów z grupy neonikotynoidów. Te badania można zaliczyć do powiększającej się literatury naukowej traktującej o wpływie pestycydów na życie pszczół. We francuskim badaniu zawarto informację o tym, że pestycydy zakłócają pracę pszczelich mózgów, wpływając na zdolność pszczół do poruszania się. W brytyjskich badaniach stwierdzono, że pestycydy utrudniają trzmielom gromadzenie wystarczającej ilości żywności do produkcji nowych królowych. Badania te zostały opublikowane zaraz po petycji wystosowanej przez pszczelarzy i środowiska ekologiczne, w której wzywają do zaprzestania stosowania środka owadobójczego chlotianidyny odpowiedzialnego za śmierć pszczół.
Pestycydy z grupy neonikotynoidów są bardzo toksyczne dla wielu owadów, w tym pszczół i innych owadów zapylających. Owady pobierają szkodliwe substancje z tkanek naczyniowych roślin poprzez pyłek, nektar i wydzieliny kropelek, które są ich pokarmem. Są one szczególnie niebezpieczne, ponieważ oprócz tego, że wykazują silną toksyczność w wysokich dawkach i przyczyniają się do powstawania poważnych stanów przedśmiertnych, owady są stale na nie narażone, bowiem substancje te podczas uwalniania do powietrza łączą się z kropelkami wody, pyłku i dalej trafiają do nasion. Powoduje to poważne problemy dla zdrowia poszczególnych pszczół, jak również ma to wpływ na ogólny stan zdrowia pszczelich rodzin, obejmując takie symptomy jak zaburzenia poruszania się, nawigacji, odżywiania, aktywności żerowania, pamięci i uczenia się, i ogólną aktywność roju.
We francuskiej publikacji naukowej można przeczytać o badaniu pestycydu z grupy neonikotyniodów – tiametoksamu, który jest metabolizowany przez pszczoły do chlotianidyny, o zakazanie której walczą środowiska chroniące pszczoły. W badaniu naukowcy wykorzystali identyfikację radiową, w celu sprawdzenia hipotezy o tym, że ekspozycja owadów na pestycydy zwiększa umieralność rojów, gdyż powoduje komplikacje w odżywianiu pszczół miodnych. Po zastosowaniu nieuśmiercających dawek tiametoksamu, na poziomie w jakim występuje w środowisku, owady poddane działaniu pestycydu oddalały się od swoich kolonii i nie potrafiły znaleźć drogi powrotnej do ula, inaczej niż w przypadku pszczół kontrolnych, którym nie podawano pestycydu. Jeszcze większe ryzyko niepowodzenia zaobserwowano w miarę zwiększania się trudności zadania. Przeżywalność pszczół była jeszcze niższa, gdy narażone na działanie pestycydu osobniki były umieszczane w nowych miejscach żerowania, których nie znały.
Brytyjskie badania ujawniają wpływ imidaklopridu na zdrowie roi trzmieli. Badacze wystawili roje trzmieli na działanie imidaklopridu, w warunkach zbliżonych do tych, jakie występują na polach. U badanych trzmieli pojawiło się znacznie zmniejszone tempo wzrostu i w 85% zmniejszyła się produkcja nowych matek w porównaniu do owadów kontrolnych w środowisku wolnym od środków chemicznych. Badanie to jest szczególnie godne uwagi, ponieważ pokazuje, że trzmiele, które są dzikimi owadami zapylającymi, są narażone na działanie pestycydów w podobny sposób jak pszczoły z pasiek.
21 marca 2012 roku, pszczelarze komercyjni i organizacje ekologiczne, złożyli petycję do Amerykańskiej Agencji Ochrony Środowiska w celu wycofania ze stosowania środka owadobójczego chlotianidyna. Petycję poparło ponad milion obywateli. Petycja opierała się na zarzutach, dotyczących faktu nieprzeprowadzenia przez Agencję wymaganego badania w terenie. Warunkowa rejestracja pestycydu była uzależniona od przeprowadzenia rzeczonego badania w terminie późniejszym, które jednak nie zostało przeprowadzone. Dodatkowo, etykiety produktów dotyczące pestycydów zawierających chlotianidynę są niewystarczająco opisane, i nie ma na nich informacji o ich szkodliwości na organizmy inne niż te, które miał zwalczać, co stanowi kolejne naruszenie przepisów o użyciu pestycydów w USA.

### Pasożyty i choroby owadów zapylających
Handel międzynarodowy przyczynił się do rozprzestrzenienia się takich chorób jak zgnilca amerykańska i grzybica wapienna czy pasożytów takich jak roztocze Varroa i roztocze Acarina, powodując wiele strat w populacjach pszczół, w miejscach w których są szczególnie narażone na te pasożyty. Dodatkowo mrówki ogniste zdziesiątkowały naziemne gniazda pszczół na ogromnych obszarach w południowych stanach USA.

### Utrata siedlisk i pożywienia
Pozbywanie się żywopłotów i innych nieużytkowanych skrawków zieleni w niektórych regionach rolniczych, powoduje utratę siedlisk i domów dzikich pszczół. Wycinka drzew oraz zastępowanie lasów mieszanych jednowiekowymi monokulturami, powoduje poważne straty w ilości owadów zapylających, ponieważ usuwa się wtedy drewno twarde, którym żywią się pszczoły na początku sezonu, a także wycina się drzewa dziuplaste i martwe pnie, w których mieszkają dzikie i samotne pszczoły.

### Ścieżki obfite w nektar
Wędrowne owady zapylające potrzebują ciągłego źródła nektaru do życia i dalszej migracji. Na niektórych rozwiniętych i rolniczych obszarach korytarze, po których poruszają się owady, zostają niszczone i modyfikowane, co wymusza na owadach znalezienie alternatywnych tras wędrówek lub powoduje zakończenie ich migrowania. Dobrym przykładem są nietoperze z rodziny liścionosów, które były kiedyś głównym ssakiem zapylającym wiele gatunków kaktusa w południowo-zachodnich Stanach Zjednoczonych. Jednak ich liczebność znacznie spadła, po części właśnie w wyniku zmian ścieżek obfitujących w nektar. Inne migrujące organizmy zapylające to motyl monarcha i niektóre kolibry.

### Niszczenie rojów pszczół
Pszczoły są bardzo często uważane za intruzy w gospodarstwach domowych. Po wpisaniu w internecie hasła „pszczoła” znajdujemy przede wszystkim informacje o tym, jak pozbyć się pszczół, a rzadziej informacje o korzystnym wpływie pszczół na środowisko i nasze życie. Powstało kilka filmów począwszy od The Swarm (1978) czy Killer Bees (1974) o inwazji morderczych pszczół, które zasiały panikę i także po części przyczyniły się do stworzenia negatywnego obrazu pszczół w opinii publicznej. Pszczelarze często zawiadamiają o niszczeniu swoich uli przez wandali czy większych trudnościach, jakie spotykają podczas budowania pasiek dla pszczół. Także coraz częściej wpływają pozwy do sądu przeciwko pszczelarzom za pożądlenia przez ich pszczoły.

### Zanieczyszczenie powietrza
Naukowcy z Uniwersytetu w Wirginii odkryli, że zanieczyszczenie powietrza z samochodów i elektrowni, zaburza zdolność nawigacyjną owadów zapylających, takich jak pszczoły i motyle oraz wpływa negatywnie na zmysł węchu. Ozon, rodniki hydroksylowe i reaktywne formy azotu łatwo związują się z cząsteczkami substancji zapachowych kwiatów, co w rezultacie powoduje zakłócenia w poprawnym funkcjonowaniu zmysłów owadów i często uniemożliwia im migrowanie. Doprowadza to do sytuacji, w której owady zapylające będą musiały pokonywać coraz większe odległości, aby znaleźć kwiaty, które będą w stanie dostarczać im nektar, jak też zapylić te rośliny, aby dalej mogły się rozmnażać.

## Rozwiązania
Spadek liczby owadów zapylających jest kompensowany w pewnym stopniu przez pszczelarzy, którzy migrują zgodnie z kalendarzem pylenia roślin z północy w okresie wiosennym na zimowanie na południe. Takie przemieszczanie się jest korzystne dla tradycyjnych upraw miodu, jednak coraz częściej jest to niemożliwe ze względu na to, że pszczelarze są związani określonymi umowami z plantatorami, co wyklucza ich możliwość migrowania z miejsca na miejsce.

### Pielęgnowanie i odbudowa
Organizacje i środowiska ekologiczne prowadzą działania w celu zachowania różnorodności owadów zapylających w agro- i naturalnych ekosystemach. Przywracanie terenów trawiastych, tworzenie rezerwatów przyrody i inicjatywy na rzecz zachowania różnorodności krajobrazu, zamiast zastępowania go kolejnymi obszarami monokultur, są pozytywnymi i dającymi nadzieję przykładami tego, jak można pomóc owadom zapylającym.

### Wykorzystanie alternatywnych owadów zapylających
W Stanach Zjednoczonych niektórzy twierdzą, że ginące pszczoły miodne będzie można zastąpić innymi owadami zapylającymi. Także uważa się, że za wysoką śmiertelność odpowiadają roztocza acarine i roztocza varroa, jednak spadek liczby owadów zapylających jest wcześniejszym i bardziej złożonym zjawiskiem. Tylko w niewielu miejscach dzikie populacje owadów zapylających są w stanie się odbudowywać. Na większości obszarów następuje długotrwały ich spadek.
Ponadto owady zapylające nie mogą być łatwo zastępowane innymi gatunkami, ponieważ udział różnych gatunków w zapylaniu nie jest równorzędny. Niektóre owady zapylają wszystkie rośliny, inne są wyspecjalizowane w zapylaniu jednego gatunku. Niejednolity jest też udział poszczególnych owadów w zapylaniu. Wszystkie pszczoły zbierają nektar, jednak ich techniki zbierania różnią się od siebie i to warunkuje podział ich pracy i wpływa na ich efektywność.
Budowa kwiatu, jego kolor, zapach i inne czynniki powodują, że jest on dostosowany tylko dla jednego gatunku owadów zapylających lub niewielkiej liczby gatunków. Dlatego alternatywne owady zapylające mogą nie być fizycznie zdolne do zapylenia niektórych roślin bądź zapach kwiatu może nie być dla nich atrakcyjny i nie będą się zbliżać do rośliny. Inne owady przegryzają kwiat z boku, zbierają nektar, nie dokonując zapylenia. Poznanie budowy roślin, owadów ich potrzeb jest kluczowe dla zrozumienia procesu zapylenia. Nierzadko w ogrodnictwie jest tak, że poprzez niezrozumienie procesów zachodzących i niezbędnych podczas zapylania prowadzi do tego, że rezygnuje się z uprawy niektórych roślin, ponieważ w pewnym momencie rośliny stają się niezdolne do dalszego rozmnażania.
Niektórzy badacze jednak stawiają hipotezę, że część owadów nie zapyla nie dlatego, że potencjalnie nie może, ale dlatego, że współczesne powszechne wyspecjalizowane owady zapylające, czyli głównie pszczoły, stanowią dla nich zbyt dużą konkurencję. Drogą ewolucji adaptacji owady, które byłyby lepiej dopasowane do zmian klimatycznych i silnej antropopresji w środowisku (np. użycie insektycydów), mogłyby potencjalnie zastąpić współczesne zapylacze. Potencjalnie do tej grupy mogłyby należeć karaczany, z których część w ciepłym i wilgotnym środowisku może swobodnie latać. Aczkolwiek latanie karaczanów nie jest bezwzględnym warunkiem ich zapylania. Współcześnie są znane już przykłady karaczanów, które zapylają. Potencjalnie dobrymi owadami mogą być także muchy lub szerzej muchówki, które współcześnie poza pszczołami także stanowią ważną część zapylaczy, poza tym komary czy prostoskrzydłe, w tym: świerszcze, koniki polne lub szarańczowate. Interesującym przykładem jest też szybka (przez 85 pokoleń) koewolucja adaptacji kwiatów naparstnicy do nowych zapylaczy, czyli ptaków kolibrów względem pierwotnych owadów zapylających, czyli trzmieli.